# Magnolia minor
Espèce
Synonymes
- Svenhedinia  minor (Urb.) Urb.
- Svenhedinia  truncata Moldenke
- Talauma  minor var. oblongifolia León
- Talauma  ophiticola Bisse
- Talauma  minor Urb
- Talauma  minor subsp. orbiculata (Britton & Wilson) Borhidi
- Talauma  truncata (Moldenke) R.A.Howard

Statut de conservation UICN

 VU B1ab(iii,v) : Vulnérable
Magnolia minor est une espèce de plantes à fleurs de la famille des Magnoliaceae. C'est un arbre endémique de Cuba.

## Description
C'est un arbre.

## Répartition et habitat
Cette espèce est présente dans le sud-est de Cuba où elle pousse dans la forêt tropicale humide de basse altitude.

## Protection
Magnolia minor est présente dans le Parc national Alejandro de Humboldt.